# 홍윤기 (철학자)
홍윤기(1957년 1월 28일 ~ )는 대한민국의 철학자 및 교수이다.

## 삶
서울대학교에서 철학을 전공하고, 같은 대학 대학원에서 철학 석사과정, 독일 베를린 자유대학 대학원에서 철학 박사과정을 지냈다. 2014년을 기준으로 동국대학교 철학과 교수이다. 윤리학, 경제와 철학, 법과 사회와 철학, 문화와 역사의 철학을 가르치고 있다.

## 저서
- 《율곡과 신사임당》(예림당, 1988년)
- 《철학의 번혁을 향하여(공저)》(철학과 현실사, 1998년)
- 《하버마스의 사상:주요 주제와 쟁점들(공저)》(나남출판, 2001)

## 역서
- D.맥렐란,《청년헤겔운동》(학민사, 1984)
- 위르겐 하버마스,《(하버마스의)이론과 실천》(종로서적, 1990)
- 위르겐 하버마스,《의사소통의 철학》(민음사, 2006년)